# Breite Straße (Wernigerode)
Die Breite Straße ist eine der Hauptgeschäftsstraßen in der Stadt Wernigerode im Landkreis Harz in Sachsen-Anhalt. Sie verläuft in ost-westlicher Richtung bis zum Marktplatz der Stadt.

## Geschichte
Der Name Breite Straße ist für das Jahr 1399 erstmals urkundlich belegt. Die Straße führte von Osten durch das 1843 abgerissene Rimbecker Tor in die bis 1529 selbstständige Neustadt Wernigerode und durch ein weiteres Tor in die Altstadt Wernigerode bis zum Marktplatz, auf dem sich das Rathaus befindet. Die Verlängerung der Breiten Straße in Richtung westlicher Ortsausgang bildet die Westernstraße mit dem heute noch vorhandenen Westerntor.
Bis zu Umnummierung gehörten zu den Häusern Breite Straße 1 bis 61 die Ortslistennummern 163 bis 212.
Beim Bombenangriff auf Wernigerode im Februar 1944 wurden auf der Breiten Straße mehrere historische Fachwerkhäuser, darunter der Gasthof zum Bären, vollkommen oder teilweise zerstört.
Im Bereich der historischen Altstadt von Wernigerode wird die Breite Straße als Einkaufsmeile genutzt und ist tagsüber für den öffentlichen Fahrverkehr gesperrt. Von Süden kommend, münden in die Breite Straße die Burgstraße ein, die teilweise auch als Fußgängerzone genutzt wird.
Neben der Western-, Burg- und Marktstraße gehört die Breite Straße zu den Hauptgeschäftsstraßen von Wernigerode.
An der Nord- und Südseite der Breiten Straße haben sich bis heute zahlreiche denkmalgeschützte Fachwerkhäuser erhalten. Dazu zählen lt. Liste der Kulturdenkmale in Wernigerode:
| Lage                      | Bezeichnung             | Beschreibung                                                                               | Erfassungs- nummer | Ausweisungsart | Bild                    |
| ------------------------- | ----------------------- | ------------------------------------------------------------------------------------------ | ------------------ | -------------- | ----------------------- |
| Breite Straße 2 (Karte)   | Wohn- und Geschäftshaus |                                                                                            | 094 25034          | Baudenkmal     | Wohn- und Geschäftshaus |
| Breite Straße 4 (Karte)   | Café Wien               | Wohn- und Geschäftshaus von 1583                                                           | 094 03280          | Baudenkmal     | Weitere Bilder          |
| Breite Straße 6 (Karte)   | Wohn- und Geschäftshaus |                                                                                            | 094 25061          | Baudenkmal     | Wohn- und Geschäftshaus |
| Breite Straße 17 (Karte)  | Wohn- und Geschäftshaus | Pension und Restaurant                                                                     | 094 25033          | Baudenkmal     | Wohn- und Geschäftshaus |
| Breite Straße 19 (Karte)  | Wohn- und Geschäftshaus |                                                                                            | 094 25159          | Baudenkmal     | Wohn- und Geschäftshaus |
| Breite Straße 22 (Karte)  | Apotheke                | Ratsapotheke                                                                               | 094 03281          | Baudenkmal     | Apotheke                |
| Breite Straße 23 (Karte)  | Wohn- und Geschäftshaus |                                                                                            | 094 03261          | Baudenkmal     | Wohn- und Geschäftshaus |
| Breite Straße 42 (Karte)  | Wohn- und Geschäftshaus |                                                                                            | 094 25022          | Baudenkmal     | Wohn- und Geschäftshaus |
| Breite Straße 44 (Karte)  | Wohn- und Geschäftshaus |                                                                                            | 094 03262          | Baudenkmal     | Wohn- und Geschäftshaus |
| Breite Straße 47 (Karte)  | Wohnhaus                |                                                                                            | 094 25160          | Baudenkmal     | Wohnhaus                |
| Breite Straße 49 (Karte)  | Wohn- und Geschäftshaus | ehemaliges Hotel                                                                           | 094 03263          | Baudenkmal     | Wohn- und Geschäftshaus |
| Breite Straße 51 (Karte)  | Wohnhaus                |                                                                                            | 094 03264          | Baudenkmal     | Wohnhaus                |
| Breite Straße 62 (Karte)  | Wohnhaus                |                                                                                            | 094 03266          | Baudenkmal     | Wohnhaus                |
| Breite Straße 71 (Karte)  | Wohn- und Geschäftshaus | 1696                                                                                       | 094 03268          | Baudenkmal     | Wohn- und Geschäftshaus |
| Breite Straße 72 (Karte)  | Krummelsches Haus       | Wohn- und Geschäftshaus, reich verziertes, barockes dreigeschossiges Fachwerkhaus von 1674 | 094 03267          | Baudenkmal     | Weitere Bilder          |
| Breite Straße 76 (Karte)  | Wohn- und Geschäftshaus |                                                                                            | 094 03269          | Baudenkmal     | Wohn- und Geschäftshaus |
| Breite Straße 78 (Karte)  | Wohnhaus                | Faulbaumsches Haus und ehemaliges Hotel zum Bären, im Zweiten Weltkrieg teilzerstört.      | 094 01835          | Baudenkmal     | Weitere Bilder          |
| Breite Straße 80 (Karte)  | Neustädter Schenke      | Früheres Rat- und Gasthaus der Neustadt                                                    | 094 03270          | Baudenkmal     | Neustädter Schenke      |
| Breite Straße 92 (Karte)  | Wohn- und Geschäftshaus | Hotel und Café                                                                             | 094 03271          | Baudenkmal     | Wohn- und Geschäftshaus |
| Breite Straße 95 (Karte)  | Schmiede                |                                                                                            | 094 03272          | Baudenkmal     | Weitere Bilder          |
| Breite Straße 97 (Karte)  | Wohn- und Geschäftshaus | ehemalige Kornbrennerei                                                                    | 094 03279          | Baudenkmal     | Wohn- und Geschäftshaus |
| Breite Straße 106 (Karte) | Wohnhaus                |                                                                                            | 094 25035          | Baudenkmal     | Wohnhaus                |